# Igriés
Igriés è un comune spagnolo di 308 abitanti situato nella comunità autonoma dell'Aragona.

Fa parte della comarca della Hoya de Huesca.